# Земљотрес у Бањалуци 1969.
Земљотрес у Бањалуци 1969. је био потрес магнитуде (ML) 6.4 по Рихтеровој скали и интензитета у епицентралном подручју од 8 степени по Меркалијевој скали, који се десио 27. октобра 1969. године. Почео је неуобичајено јаким претходним ударом, у ноћи 26. октобра у 02.55 часова; подрхтавање тла се наставило до 08.53. Земљотрес се збио у 16.35. Хипоцентар је био 20 километара испод града.
Земљотрес је 1969. девастирао град. Погинуло је 15 Бањалучана, а 1.117 људи су били теже и лакше повређени. Материјална штета је била огромна. Потпуно је уништено 86.000 станова или 3,7 x 106 m² стамбене површине. Велика оштећења нанесена су школским (266), културним (146), здравственим (133), друштвеним и објектима јавне управе администрације (152). Привреда је претрпила значајне губитке. Сва предузећа су наредни период радила са значајно смањеним капацитетима, а нека су потуно престала са производњом. Аутобуси су из Бање Луке одвезли основце и средњошколце који су, скоро започету, школску годину завршили у разним крајевима бивше Југославије. Убрзо је почела реконструкција и санација девастираних објеката, обновљена је градска инфраструктура и почела брза урбанизација.

## Најјачи земљотрес икада забиљежен у Републици Српској и БиХ
У посљедњих 104 године на територији која данас обухвата Босну и Херцеговину забиљежено је према неким процјенама више од 1.000 земљотреса јачих од три степена Рихтерове скале.
Најјачи земљотреси до сада у регији Југоисточне Европе забиљежени су у Скопљу (1518. и 1963.), Дубровнику (1667. и 1924.), у предјелу Ресаве (1911), у Шумадији (1927), Валандову (1931), Херцеговини (1924), Дебру (1967) и Црногорском приморју (1979).
Први забиљежени већи земљотрес је погодио Бању Луку 1888., а његова снага је износила 5,5 степени Рихтерове скале. Године 1935. потрес је био јачине 5,5 Рихтера, затим 1969. снаге 6,3 Рихтера, а 1981. око 5,4 Рихтера. Године 2009. у Бањој Луци је одржана Међународна конференција о земљотресном инжењерству.

## „Криви сат“ на Тргу Крајине
На бањалучком Тргу Крајине постављен је „криви сат“ на којем казаљке вјечно стоје постављене на 9 сати и 11 минута као сјећање на 27. октобар 1969. када је Бањалуку погодио најснажнији земљотрес у њеној историји.
Овом великом потресу је претходио један мањи потрес 26. окотобра исте године, а одлуком тадашњег руководства Скупштине општине Бањалука, да дјеца не иду у школу и радници на посао, спашен је велики број људских живота, јер је сутрадан Град погодио много јачи и разорнији земљотрес. Након земљотреса донесени су строжи прописи у вези са градњом објеката у Бањој Луци.

## Посљедице земљотреса
Штета настала у земљотресу у Бањалуци, била је огромна, не само материјална, него и културна. Старо језгро града на Врбасу, какво је било прије земљотреса, полако се међу становништвом заборавља. Од старог језгра града, које се протезало од данашњег Народног позоришта, па све до Моста Патре (Градски мост), са многобројним објектима, изграђеним у стилу историцизма и неокласицизма, остала је у цјелости или са мањим поправкама само Господска улица. Неки од најзначајнијих објеката центра Бањалуке (Хотел Босна, Реална гимназија и други), који су такође представљали неке од градских знаменитости, заувијек су збрисане са карте града, или постоје у својем савременијем изгледу.
Изглед града се након земљотреса драстично промијенио, те се са изградњом нових градских насеља почело непосредно послије земљотреса, а Бањалука тада поприма изглед града, какав је данас.